# Brisbane Road
Il Brisbane Road, attualmente denominato Matchroom Stadium per motivi di sponsorizzazione e originariamente conosciuto come Osborne Road, è uno stadio di calcio situato a Leyton, a est di Londra, Inghilterra. È stato lo stadio del Leyton Orient a partire dal 1937, data prima della quale ospitò le partite della squadra di calcio amatoriale del Leyton FC, che si è in seguito spostata al Hare and Hounds. La capacità massima dell'impianto era di 34 345 persone, raggiunta una sola volta in occasione della visita del West Ham nella FA Cup del 1994. Ha ospitato una serie di partite dell'Inghilterra femminile in passato. Nel 2008 ha ospitato la finale FA Cup femminile. È anche sede della squadra riserve del Tottenham.